# 婆羅洲櫛精器魚
婆羅洲櫛精器魚（学名：Neostethus borneensis）為輻鰭魚綱銀漢魚目精器魚科的其中一種，分布於亞洲菲律賓至婆羅洲北部淡水、半鹹水域，為熱帶魚類，體長可達2.3公分，棲息在沿岸表層水域，生活習性不明。
其种加词“borneensis”意为“婆罗洲的”。